# Női 3000 méteres gyorskorcsolya a 2010. évi téli olimpiai játékokon
A 2010. évi téli olimpiai játékokon a gyorskorcsolya női 3000 méteres versenyszámát február 14-én rendezték Richmondban. Az aranyérmet a cseh Martina Sáblíková nyerte meg. A versenyszámban nem vett részt magyar versenyző.

## Rekordok
A versenyt megelőzően a következő rekordok voltak érvényben:
| Világrekord     | Cindy Klassen (CAN)     | 3:53,34 | Calgary, Kanada                           | 2006. március 18. |
| Olimpiai rekord | Claudia Pechstein (GER) | 3:57,70 | Salt Lake City, Amerikai Egyesült Államok | 2002. február 10. |

A versenyen új rekord nem született.

## Végeredmény
Mindegyik versenyző egy futamot teljesített, az időeredmények határozták meg a végső sorrendet. Az időeredmények másodpercben értendők.
| Helyezés | Versenyző               | Nemzet                 | Idő     |
| -------- | ----------------------- | ---------------------- | ------- |
| Arany    | Martina Sáblíková       | Csehország (CZE)       | 4:02,53 |
| Ezüst    | Stephanie Beckert       | Németország (GER)      | 4:04,62 |
| Bronz    | Kristina Groves         | Kanada (CAN)           | 4:04,84 |
| 4.       | Daniela Anschütz-Thoms  | Németország (GER)      | 4:04,87 |
| 5.       | Clara Hughes            | Kanada (CAN)           | 4:06,01 |
| 6.       | Hozumi Maszako          | Japán (JPN)            | 4:07,36 |
| 7.       | Ireen Wüst              | Hollandia (NED)        | 4:08,09 |
| 8.       | Maren Haugli            | Norvégia (NOR)         | 4:10,01 |
| 9.       | Nancy Swider-Peltz, Jr. | Egyesült Államok (USA) | 4:11,16 |
| 10.      | Renate Groenewold       | Hollandia (NED)        | 4:11,25 |
| 11.      | Diane Valkenburg        | Hollandia (NED)        | 4:11,71 |
| 12.      | Jilleanne Rookard       | Egyesült Államok (USA) | 4:13,05 |
| 13.      | Katrin Mattscherodt     | Németország (GER)      | 4:13,72 |
| 14.      | Cindy Klassen           | Kanada (CAN)           | 4:15,53 |
| 15.      | Isizava Siho            | Japán (JPN)            | 4:15,62 |
| 16.      | Anna Rokita             | Ausztria (AUT)         | 4:16,42 |
| 17.      | Catherine Raney Norman  | Egyesült Államok (USA) | 4:16,59 |
| 18.      | Szvetlana Viszokova     | Oroszország (RUS)      | 4:16,91 |
| 19.      | No Szonjong             | Dél-Korea (KOR)        | 4:17,36 |
| 20.      | Galina Lihacsova        | Oroszország (RUS)      | 4:17,63 |
| 21.      | Natori Eri              | Japán (JPN)            | 4:18,18 |
| 22.      | Vang Fej                | Kína (CHN)             | 4:18,42 |
| 23.      | I Csujon                | Dél-Korea (KOR)        | 4:18,87 |
| 24.      | Luiza Złotkowska        | Lengyelország (POL)    | 4:19,13 |
| 25.      | Fu Csun-jen             | Kína (CHN)             | 4:20,62 |
| 26.      | Pak Tojong              | Dél-Korea (KOR)        | 4:20,92 |
| 27.      | Cathrine Grage          | Dánia (DEN)            | 4:20,93 |
| 28.      | Katarzyna Woźniak       | Lengyelország (POL)    | 4:22,35 |